# Mikecs László
Mikecs László (Bihardiószeg, 1917. szeptember 27. – Taganrog-fogolytábor, Szovjetunió, 1944. december 4.) tanár, történész, néprajzkutató, nyelvész. Áprily Lajos veje, Jékely Zoltán sógora.

## Élete
Mikecs László 1917. szeptember 27-én született Bihardiószegen. Apja lépett ki elsőként a paraszti sorból elvégezve a debreceni kollégiumot és tanító lett. A trianoni békeszerződés után a család Magyarországra telepedett, de Mikecs Lászlót hatéves koráig anyai nagyszülei nevelték Bihardiószegen. Cegléden végezte az elemi iskolát és a gimnázium első osztályát, a további osztályokat az aszódi Petőfi Sándor evangélikus reálgimnáziumban járta ki. 1935-ben itt érettségizett kitűnő eredménnyel. Az Eötvös Kollégium diákja volt, ahol több nyelven is tanult: németül, olaszul, franciául, bolgárul és románul. 1938-ban saját költségén két hónapot Romániában töltött. Ekkor részt vett Észak-Moldvában egy szociológiai táborban. 1939 nyarán a szünidőt ismét Romániában töltötte, és egy hónapot egy román szabadegyetemen képezte magát. Mindkét út során jelentősen bejárta az óromániai vidéket, és moldvai csángó településekre is eljutott, akikről már ekkor könyvet tervezett írni. A könyv jelentős részét még Eötvös-kollégista korában meg is írta. 1940-től Kolozsváron élt, és a gyakorló gimnázium próbatanára volt. 1942 végétől 1943 májusáig a berlini Collegium Hungaricum tudományos titkára volt, de a bombázások miatt nem látta értelmét munkájának és idő előtt visszatért Kolozsvárra. 1944 őszén nem engedelmeskedett a kiürítési parancsnak és a városban maradt. Október 15-én a szovjet csapatok több ezer civilt összeszedtek – köztük Mikecs Lászlót is –, és hadifogságba vitték őket. 1944. december 4-én a taganrogi fogolytáborban halt meg. Halálát vérhas és tüdőgyulladás okozta.

## Művei
- Románia. Úti jegyzetek (Budapest, 1940)
- Csángók (Budapest, 1941, 1989)
- A moldvai katolikusok 1646–1647. évi összeírása (Kolozsvár, 1944, Erdélyi Tudományos Füzetek 172.)
- Új erdélyi tudomány (Kolozsvár, 1944, Erdélyi Tudományos Füzetek 181.)
- Bandinus kódex (Kolozsvár, 1944)